# Bothriembryon gratwicki
Bothriembryon gratwicki är en snäckart som först beskrevs av Cox 1899.  Bothriembryon gratwicki ingår i släktet Bothriembryon och familjen Bulimulidae. Inga underarter finns listade i Catalogue of Life.